# Elrod (Karolina Północna)
Elrod – jednostka osadnicza w Stanach Zjednoczonych, w stanie Karolina Północna, w hrabstwie Robeson.